# Supercoppa UEFA 2001
La Supercoppa UEFA 2001 è stata la ventiseiesima edizione della Supercoppa UEFA.
Si è svolta il 24 agosto 2001 allo stadio Louis II di Monaco, dove si sono affrontate la squadra vincitrice della Champions League 2000-2001, ovvero i tedeschi del Bayern Monaco, e la squadra vincitrice della Coppa UEFA 2000-2001, ossia gli inglesi del Liverpool.
A conquistare il titolo è stato il Liverpool che ha battuto per 3-2 il Bayern Monaco con i gol di John Arne Riise, Emile Heskey e Michael Owen. I Reds hanno vinto il trofeo dopo 24 anni dal primo successo.

## Partecipanti
| Squadre       | Qualificazione                                   | Partecipazioni precedenti (il grassetto indica la vittoria) |
| ------------- | ------------------------------------------------ | ----------------------------------------------------------- |
| Bayern Monaco | Vincitrice della UEFA Champions League 2000-2001 | 2 (1975, 1976)                                              |
| Liverpool     | Vincitrice della Coppa UEFA 2000-2001            | 2 (1977, 1978)                                              |

## Tabellino
| Arbitro: | Vítor Melo Pereira |

|                              |           |                               |
| Salihamidžić 57’ Jancker 82’ | Marcatori | 23’ Riise 45’ Heskey 46’ Owen |

| Bayern Monaco | Liverpool |

### Formazioni
| Bayern Monaco (5-3-2) |    |                    |  |     |
|                       |    |                    |  |     |
| P                     | 1  | Oliver Kahn (c)    |  |     |
| D                     | 2  | Willy Sagnol       |  |     |
| D                     | 6  | Pablo Thiam        |  |     |
| D                     | 12 | Robert Kovač       |  |     |
| D                     | 25 | Thomas Linke       |  |     |
| D                     | 3  | Bixente Lizarazu   |  |     |
| C                     | 10 | Ciriaco Sforza     |  | 66’ |
| C                     | 20 | Hasan Salihamidžić |  | 72’ |
| C                     | 23 | Owen Hargreaves    |  |     |
| A                     | 9  | Giovane Élber      |  |     |
| A                     | 14 | Claudio Pizarro    |  | 66’ |
| A disposizione:       |    |                    |  |     |
| P                     | 22 | Bernd Dreher       |  |     |
| D                     | 4  | Samuel Kuffour     |  |     |
| C                     | 8  | Niko Kovač         |  | 66’ |
| C                     | 17 | Thorsten Fink      |  |     |
| A                     | 19 | Carsten Jancker    |  | 66’ |
| A                     | 21 | Alexander Zickler  |  |     |
| A                     | 24 | Roque Santa Cruz   |  | 72’ |
| Allenatore:           |    |                    |  |     |
| Ottmar Hitzfeld       |    |                    |  |     |

| Liverpool (4-4-2) |    |                   |     |     |
|                   |    |                   |     |     |
| P                 | 1  | Sander Westerveld |     |     |
| D                 | 6  | Markus Babbel     |     |     |
| D                 | 2  | Stéphane Henchoz  |     |     |
| D                 | 4  | Sami Hyypiä (c)   |     |     |
| D                 | 23 | Jamie Carragher   |     |     |
| C                 | 17 | Steven Gerrard    |     | 66’ |
| C                 | 21 | Gary McAllister   |     |     |
| C                 | 16 | Dietmar Hamann    | 14’ |     |
| C                 | 18 | John Arne Riise   |     | 70’ |
| A                 | 8  | Emile Heskey      |     |     |
| A                 | 10 | Michael Owen      |     | 83’ |
| A disposizione:   |    |                   |     |     |
| P                 | 19 | Pegguy Arphexad   |     |     |
| D                 | 27 | Grégory Vignal    |     |     |
| C                 | 11 | Jamie Redknapp    |     |     |
| C                 | 13 | Danny Murphy      |     |     |
| C                 | 25 | Igor Bišćan       |     | 70’ |
| A                 | 9  | Robbie Fowler     |     | 66’ |
| A                 | 37 | Jari Litmanen     |     | 83’ |
| Allenatore:       |    |                   |     |     |
| Gérard Houllier   |    |                   |     |     |